# Budha Theh
Budha Theh is een census town in het district Amritsar van de Indiase staat Punjab. 

## Demografie
Volgens de Indiase volkstelling van 2001 wonen er 8730 mensen in Budha Theh, waarvan 56% mannelijk en 44% vrouwelijk is. De plaats heeft een alfabetiseringsgraad van 72%. 